# Beadle County
Beadle County ist ein County im amerikanischen Bundesstaat South Dakota. Das U.S. Census Bureau hat bei der Volkszählung 2020 eine Einwohnerzahl von 19.149 ermittelt. Der Sitz der Countyverwaltung (County Seat) ist in Huron.

## Geographie
Das County liegt im mittleren Osten von South Dakota, ist im Norden etwa 130 km von North Dakota, im Osten rund 110 km von Minnesota und im Süden rund 100 km von Nebraska entfernt. Es hat eine Fläche von 3276 Quadratkilometern, davon sind 16 Quadratkilometer (0,48 Prozent) Wasserflächen. Es grenzt im Uhrzeigersinn an die Countys: Spink County, Clark County, Kingsbury County, Sanborn County, Jerauld County und Hand County.

## Geschichte
Beadle County wurde am 22. Februar 1879 als Originalcounty aus dem Dakota-Territorium gebildet und ist seit dem 9. Juli 1880 unter Selbstverwaltung. Benannt wurde es nach William Henry Harrison Beadle, einem Brevet Colonel während des Sezessionskriegs. 1869 wurde er von Präsident Ulysses S. Grant als oberster Landvermesser („Surveyor General“) des Dakota-Territoriums eingesetzt. Später wurde er emeritierter Professor für Geschichte.
Laut Überlieferung war der erste permanente Siedler im County Charles Miner, der im Sommer 1879 seinen Claim am James River absteckte. Im Frühjahr und Sommer 1880 verlegte eine Eisenbahnlinie ihre Gleise durch das County und neue Siedler kamen in das Gebiet. Drei Jahre später war das meiste des zur Verfügung stehenden Landes bewirtschaftet.
Am 10, Mai 1880 wurde der Grundstein für den Ort Huron, dem späteren County-Seat, gelegt und am 4. Juli 1880 ernannte Gouverneur Nehemiah G. Ordway Eli C. Walton, Charles Miner und S. S. Neilson zu den drei Offiziellen, die das County vorerst repräsentieren und organisieren sollten.

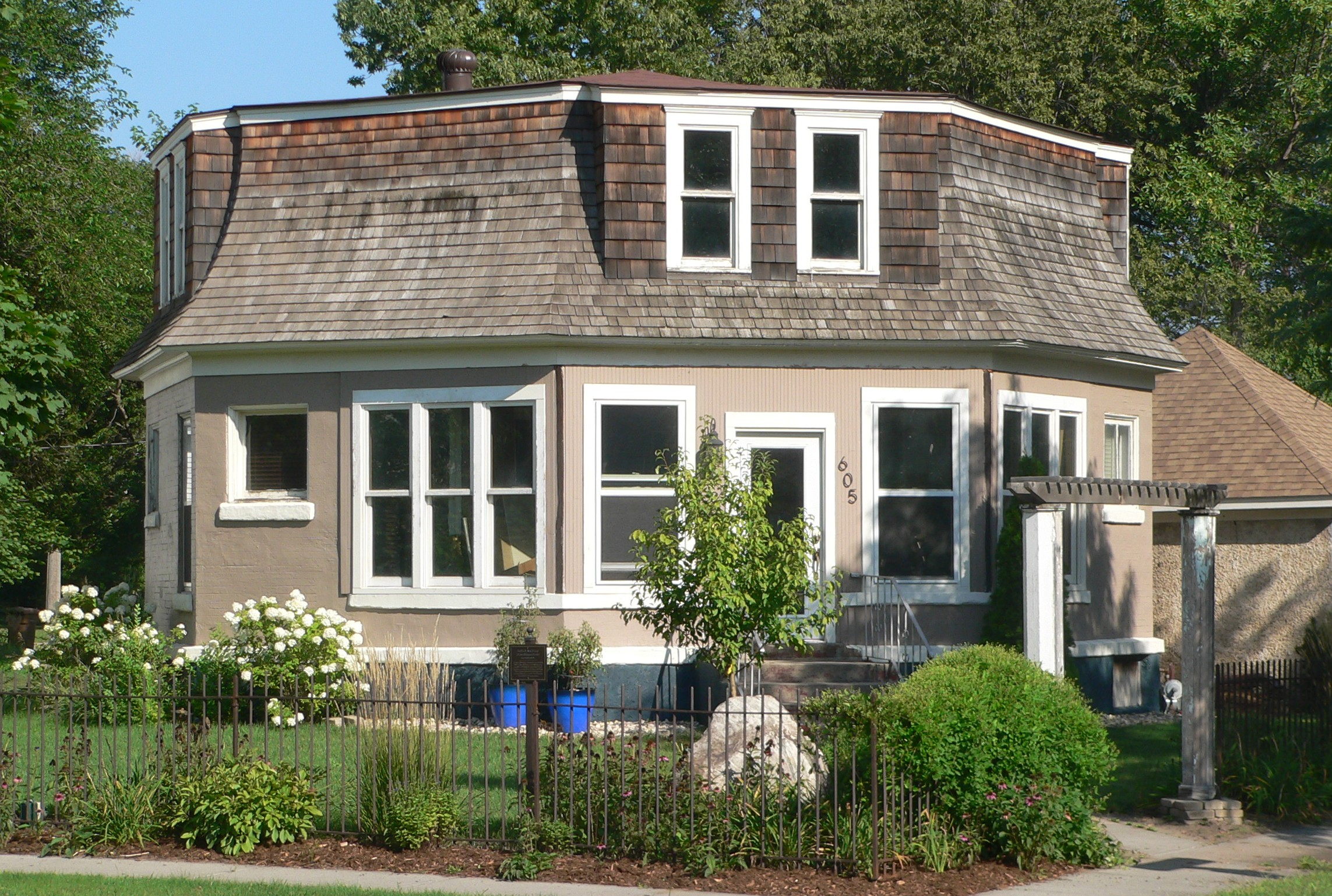
Das Hattie O. and Henry Drake Octagon House ist einer von 25 Einträgen des Countys im NRHP.

25 Bauwerke und Stätten des Countys sind im National Register of Historic Places (NRHP) eingetragen (Stand 29. Juli 2018).

### Altersstruktur
- unter 18 = 24,7 Prozent
- 18–24 =  8,3 Prozent
- 25–44 = 24,7 Prozent
- 45–64 = 23,0 Prozent
- über 65 = 19,3 Prozent

Das durchschnittliche Alter beträgt 40 Jahre.

## Städte und Orte
- Huron
- Broadland
- Virgil
- Wolsey

### Townships
Das County ist in 36 Townships aufgeteilt: Allen, Altoona, Banner, Barrett, Belle Prairie, Bonilla, Broadland, Burr Oak, Carlyle, Cavour, Clifton, Clyde, Custer, Dearborn, Fairfield, Foster, Grant, Hartland, Huron, Iowa, Kellogg, Lake Byron, Liberty, Logan, Milford, Nance, Pearl Creek, Pleasant View, Richland, Sand Creek, Theresa, Valley, Vernon, Wessington, Whiteside und Wolsey.